# Saropogon nigronastutus
Saropogon nigronastutus là một loài ruồi trong họ Asilidae. Saropogon nigronastutus được Bigot miêu tả năm 1878.